# 金斯堡 (新澤西州)
金斯堡（英語：Keansburg）是位於美國新澤西州蒙茅斯縣的自治市鎮。

## 人口
根據2020年美國人口普查的數據，金斯堡的面積為42.57平方千米，當中陸地面積為2.78平方千米，而水域面積為39.80平方千米。當地共有人口9755人，而人口密度為每平方千米229人。